# 체당
체당(替當)이란 금전소비대차가 아니면서 널리 타인의 채무의 변제로서 금전을 지출하는 행위를 말한다.